# Sand (Saba-dal)
A Sand (magyarul: Homok) a dán Saba dala, mellyel Dániát képviselte a 2024-es Eurovíziós Dalfesztiválon Malmőben. A dal 2024. február 17-én, a dán nemzeti döntőben, a Dansk Melodi Grand Prix-n megszerzett győzelemmel érdemelte ki a dalversenyen való indulás jogát.

## Eurovíziós Dalfesztivál
2023. január 25-én jelentette be a Danmarks Radio, hogy az énekesnő dala is bekerült a Dansk Melodi Grand Prix elnevezésű nemzeti döntő mezőnyébe. A dal február 17-én megnyerte a dalválasztó műsort, ahol a szakmai zsűri, valamint a nézői szavazatok együttese alakította ki a végeredményt. A zsűrinél az első, míg a közönség listáján a harmadik helyet érte el a három résztvevős szuperdöntőben, és összesítésben megnyerte a versenyt, így ez a dal képviselheti Dániát az Eurovíziós Dalfesztiválon.
A dalfesztivál előtt Stockholmban, Madridban, Barcelonában, Londonban és Amszterdamban eurovíziós rendezvényeken népszerűsíti versenydalát.
A dalt először a május 9-én rendezendő második elődöntőben fellépési sorrendben hetedikként adták elő, az Ausztriát képviselő Kaleen We Will Rave című dala után és az Örményország képviselő Ladaniva Jako című dala előtt. Az elődöntőben a nézői szavazatok pontjai alapján nem került be a dal a május 11-én megrendezésre került döntőbe.
A következő dán induló Sissal Hallucination című dala volt a 2025-ös Eurovíziós Dalfesztiválon.

## Háttér
A Sand című dalt Jonas Thander, Melanie Gabriella Hayrapetian és Pil Kalinka Nygaard Jeppesen szereztk. Saba különböző interjúkban kijelentette, hogy a dal az irányítás elvesztésének érzését fejezi ki, melyben metaforaként a homok csúszkálását és a kezén át történő lehullását használja.
Saba elmondása szerint a dallal azután nevezett be a Dansk Melodi Grand Prix-re, miután látta, hogy Loreen, svéd énekesnő megnyerte a 2023-as Eurovíziós Dalfesztivált.

## Galéria

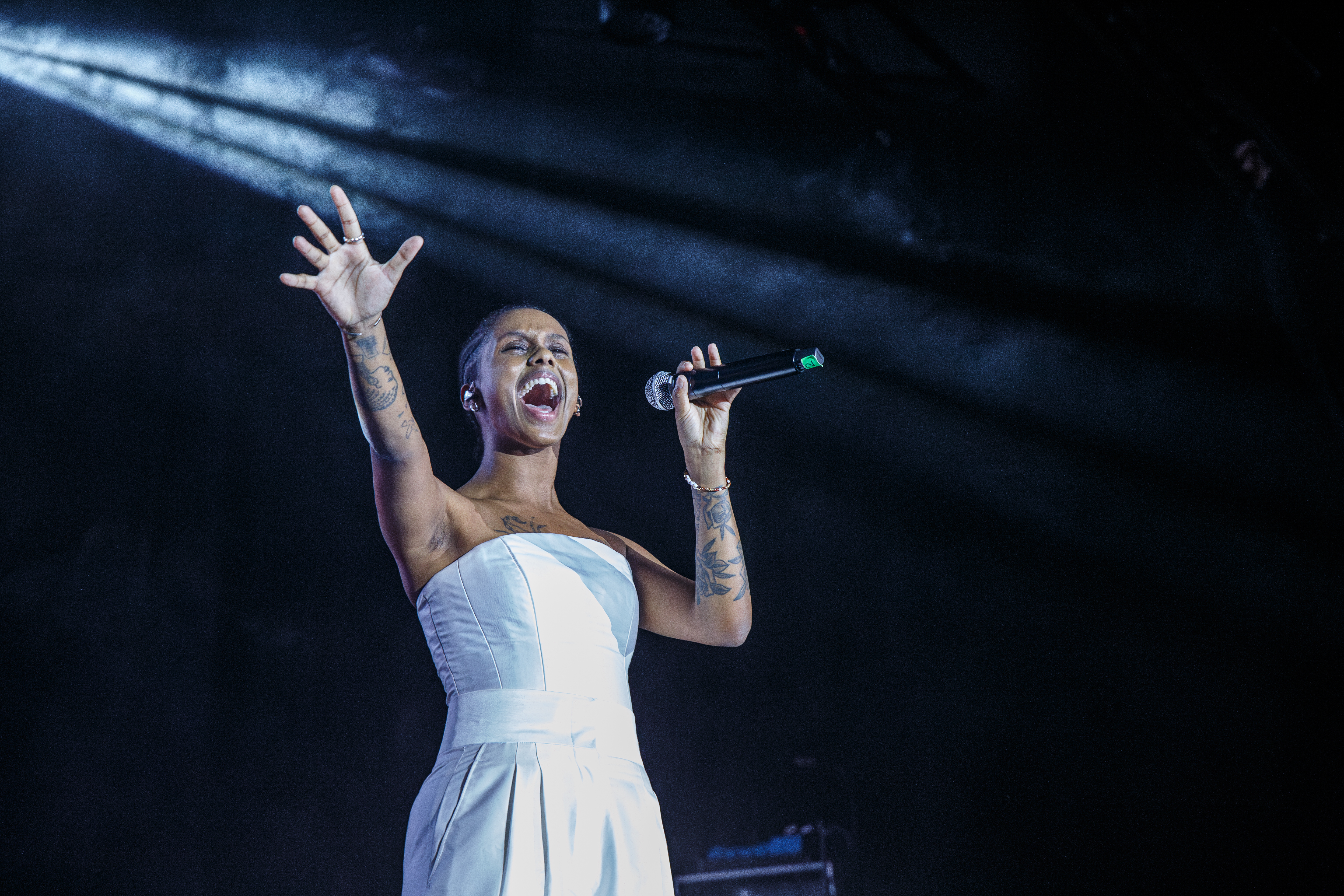
A madridi Eurovíziós partin
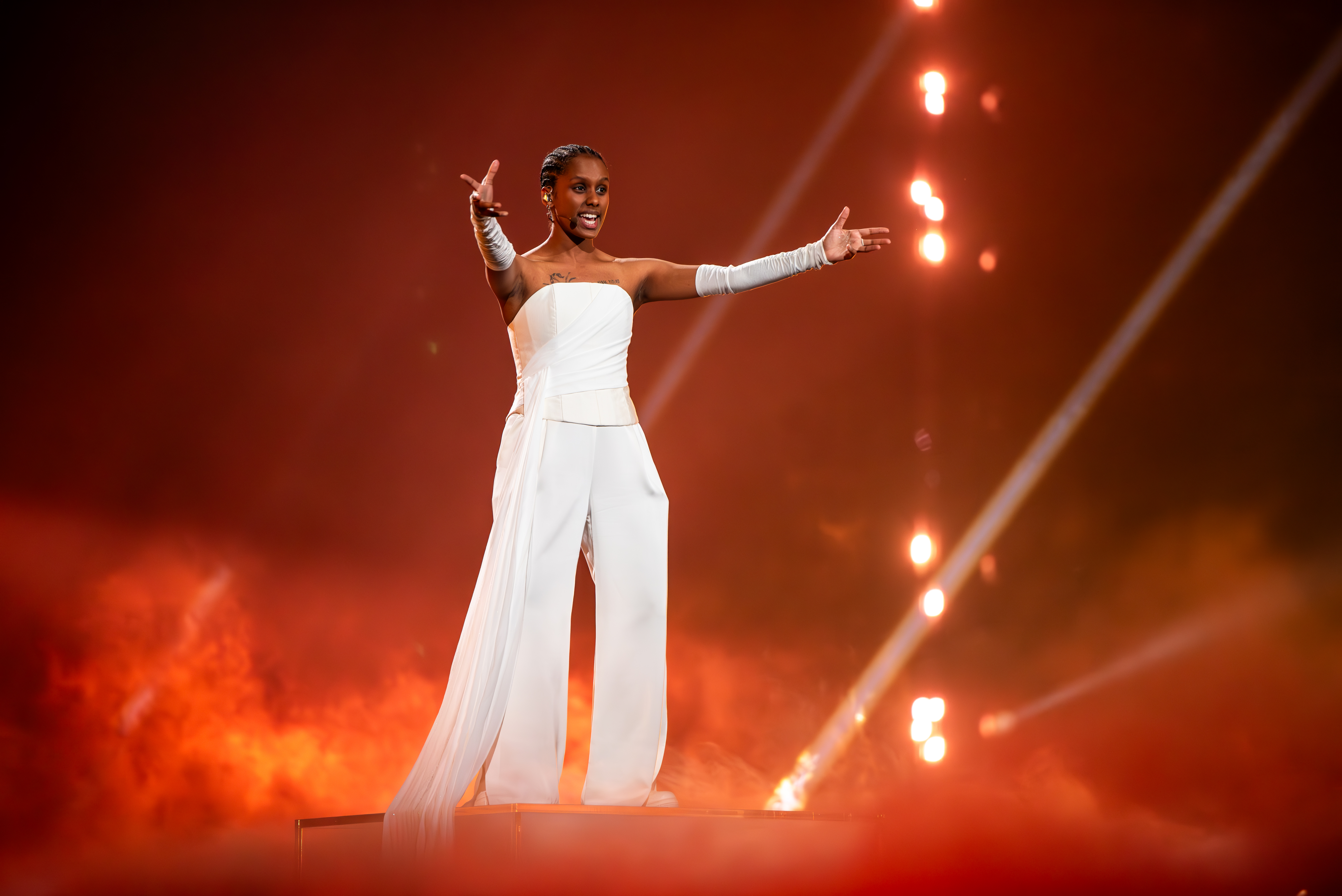
Az elődöntőben